# Нифо, Агостино
Агостино Нифо (итал. Agostino Nifo, лат. Augustinus Niphus; ок. 1470 — 18 января 1538) — итальянский философ. Был профессором философии в Падуанском университете и других итальянских университетах. Известен своей полемикой с Пьетро Помпонацци по вопросу бессмертия души. Наряду со своим учителем Николетто Верния считается самым значительным философом-аристотеликом итальянского Ренессанса. Автор комментариев на ряд сочинений Аристотеля и Аверроэса. В политических сочинениях Нифо ощущается сильное влияние Макиавелли.